# Джамбо, Сюзанна
Сюзанна Джамбо — политик, юристка и правозащитница из Южного Судана.

## Образование
Сюзанна Джамбо получила степень в области публичного права в Букингемском университете, Великобритания.

## Карьера и политика
Джамбо много лет была активисткой за права человека в Южном Судане (на юге Судана до объявления независимости). В период с 1998 по 2005 год она была переговорщицей в мирном процессе, возглавляемом Межправительственным органом по вопросам развития, в результате которого в 2005 году было подписано Всеобъемлющее мирное соглашение, положившее конец 21-летней гражданской войне. Она работала с многочисленными неправительственными организациями на юге Судана, чтобы улучшить их управление, эффективность и размер. Она была особенно вовлечена в те организации, которые стремились защитить права женщин. В 2001 году она написала книгу «Преодоление гендерного конфликта и предрассудков: случай женщин и девочек Нового Судана» (Overcoming gender conflict and bias: the case of New Sudan women and girls).
Она основала Новую суданскую сеть коренных народов (New Sudanese Indigenous Network, NESI), организацию, объединяющую 20 суданских НКО для работы над общими вопросами, такими как права женщин, постконфликтное восстановление, права человека и демократия. К 2007 году NESI работала с 67 отдельными НКО в регионе. Джамбо была назначена комиссаром Законодательной комиссии Южного Судана, которая разработала проект Конституции Южного Судана 2011 года.
В течение восьми лет Джамбо была близкой советницей нынешнего президента Южного Судана Сальвы Киира Маярдита. Это было до президентства Маярдита и его участия в Народно-освободительном движении Судана (НОДС), где Джамбо работала его секретарём по внешним связям как минимум с 2010 года. Она была первой женщиной, работавшей секретарём. Она служила на той же должности как минимум до 2013 года, когда пожаловалась на то, что в правительстве Южного Судана слишком много советников из международных организаций.
Она также не согласилась с Маярдитом по поводу назначения его зятя Грегори Денга Куака Адуола губернатором штата Гогриал без проведения выборов. В результате Джамбо стала политической противницей президента. В октябре 2017 года она объявила о своём намерении баллотироваться на пост президента на всеобщих выборах в Южном Судане в 2018 году. Джамбо стала первой женщиной-кандидаткой в президенты Южного Судана.